# 怡園遊樂場
怡園遊樂場（英語：Yee Yuen Amusement Park）乃香港一個附設西菜館的主題公園，位於香港島跑馬地黃泥涌峽道旁邊的客家村之小峽谷裡，在愉園隔鄰，地址現為『怡園（Woodland Heights）』私人住宅區。1903年農曆癸卯兔年正月開幕。

## 設施
1. 佔地面積約1.3公頃；
2. 以天然山溪形成人造瀑布及池塘，建築亭臺樓閣、樹林、花徑；
3. 動物園展出各種禽鳥及猛獸；
4. 販賣盆栽及劍蘭花（gladiolus）；
5. 安裝有電燈泡，開放至深夜；
6. 附屬露天西菜館聘用美國人為大廚，供應牛排、蛋糕及麵包、意大利粉等菜肴。

## 交通
從石塘嘴乘搭電車至中環街市，轉乘『龍飛馬房』的馬車直達其大門。

## 相關參見
1. 愉園
2. 廣告《怡園怡情》在香港《華字日報》，1903年9月21日，星期一。
3. 英文書籍：Nangaen Chearavanont (Tse Yin) et al. “Movie Stories” (January, 2014), Chapter 10, Page 107 （页面存档备份，存于）
4. Yee Yuen (怡園) in Wong Nai Chung Gap Road (黃泥涌峽道)  （页面存档备份，存于）